# Estación de Benicasim
La estación de Benicasim (en valenciano Benicàssim) es una estación ferroviaria situada en el municipio español de Benicasim, en la provincia de Castellón, Comunidad Valenciana. Dispone de servicios de Cercanías, Larga y Media Distancia operados por Renfe. Está entre las paradas de Castellón de la plana o simplemente Castellón y Oropesa o Oropesa del Mar.

## Situación ferroviaria
La estación se encuentra en el punto kilométrico 82,10 de la línea férrea de ancho ibérico que une Valencia con San Vicente de Calders a 16,16 metros de altitud. El tramo es de vía doble y está electrificado. Al ser vías banalizadas, permiten la circulación en cada vía principal en ambos sentidos.

## Historia
La primera estación fue inaugurada el 16 de noviembre de 1863 con la apertura del tramo Benicasim-Castellón de la línea que pretendía unir Valencia con Tarragona. Las obras corrieron a cargo de la Sociedad de los Ferrocarriles de Almansa a Valencia y Tarragona o AVT que previamente y bajo otros nombres había logrado unir Valencia con Almansa. En 1889, la muerte de José Campo Pérez principal impulsor de la compañía abocó la misma a una fusión con Norte. En 1941, tras la nacionalización del ferrocarril en España la estación pasó a ser gestionada por la recién creada RENFE. Esta estación se sitúa dentro del casco urbano de Benicasim. 
El 16 de noviembre de 2003, la apertura de la variante ferroviaria Las Palmas-Oropesa del Mar supuso el cierre de la antigua estación y la apertura de un nuevo recinto.
Desde el 31 de diciembre de 2004 Renfe Operadora explota la línea mientras que Adif es la titular de las instalaciones ferroviarias.

## La estación

### Distribución de las vías
La estación cuenta con cuatro vías, dos de ellas con andén (vía 3 dirección Valencia y vía 4 dirección Barcelona) y dos de ellas sin andén para los trenes que no efectúan parada en esta estación.
| 1-2 | Vías Sin andén, para trenes sin parada |
| 3   | Regional Express > Valencia Norte Intercity > Lorca Sutullena / Cartagena / Murcia del Carmen AVE > Gijón-Sanz Crespo Cercanías C-6 > Castellón / Valencia Norte |
| 4   | Regional Express > Tortosa / Barcelona Estación de Francia Intercity > Barcelona Sants AVE > Oropesa del Mar Cercanías C-6 > Vinaroz                             |

## Servicios Ferroviarios

### Larga Distancia
De los servicios AVE, cuenta con un tren diario entre Gijón-Sanz Crespo y Vinaròs en épocas vacacionales, y del servicio Intercity un tren diario entre Barcelona y Lorca..

### Media Distancia
La estación cuenta con parada de los trenes de Media Distancia de la línea 50, con cuatro trenes diarios, uno Valencia-Barcelona y tres Valencia-Tortosa.

### Cercanías
Forma parte de la línea ER02, que en la práctica funciona como una prolongación de la línea C-6 de Cercanías Valencia desde el 12 de noviembre de 2018.
En esta estación se detienen 12 trenes por día de lunes a viernes y 9 fin de semanas y festivos entre Valencia Norte y Vinaroz. De ellos, cuatro trenes son servicio compartido con Regional-Exprés con destino final u origen en Tortosa o Barcelona-Estación de Francia, por lo que no paran en todas las estaciones del recorrido.
| procedencia/destino                        | < estación                                 | Línea | estación > | destino/procedencia |
| ------------------------------------------ | ------------------------------------------ | ----- | ---------- | ------------------- |
| Castellón de la Plana hasta Valencia-Norte | Castellón de la Plana hasta Valencia-Norte |       | Oropesa    | Vinaroz             |